# 熨斗谷さくら
熨斗谷 さくら（のしたに さくら、1997年9月29日 - ）は、日本の新体操選手。新体操日本代表。東京都出身。日本女子体育大学在学中。
2013年、2014年と2015年世界新体操選手権および2016年リオデジャネイロオリンピックに出場した。日本女子体育大学所属。